# Noctourniquet
Albums de The Mars Volta
Octahedron
Noctourniquet est le sixième album du groupe de rock progressif The Mars Volta, sorti le 26 mars 2012.
Cet album est inspiré du personnage de fiction Solomon Grundy et du mythe grec de Hyacinthe.

## Singles
- The Malkin Jewel : sorti le 13 février 2012.

## Pochette du disque
La pochette de Noctourniquet a été créée par Sonny Kay.

## Liste des pistes
1. The Whip Hand - 4:49
2. Aegis - 5:11
3. Dyslexicon - 4:22
4. Empty Vessels Make the Loudest Sound - 6:43
5. The Malkin Jewel - 4:44
6. Lapochka - 4:16
7. In Absentia - 7:26
8. Imago - 3:58
9. Molochwalker - 3:33
10. Trinkets Pale of Moon - 4:25
11. Vedamalady - 3:54
12. Noctourniquet - 5:39
13. Zed and Two Naughts - 5:36

## Musiciens
- Omar Rodríguez-López - production, guitare
- Cedric Bixler-Zavala - chant
- Juan Alderete - basse
- Deantoni Parks - batterie
- Marcel Rodríguez-López - synthétiseur, percussions